# Carlos Diogo
Carlos Andrés Diogo Enseñat (født 18. juli 1983 i Montevideo, Uruguay) er en uruguayansk fodboldspiller, der spiller som wingback. Han har gennem karrieren spillet for blandt andet River Plate, Peñarol og Real Zaragoza.

## Karriere
Tidligere har han optrådt for de uruguayanske klubber River Plate Montevideo og Peñarol, for argentinske River Plate Buenos Aires, og for tre spanske klubber, storholdet Real Madrid, Real Zaragoza samt SD Huesca.

## 5 spilledages karantæne
Den 6. januar 2007 var Diogo i en kamp for Zaragoza mod Sevilla FC involveret i et voldsomt slagsmål med brasilianeren Luis Fabiano, hvor begge spillere uddelte både skaller og knytnæveslag til modstanderen. Begge blev udvist, og efterfølgende idømt 5 spilledages karantæne af det spanske forbund.

## Landshold
Diogo nåede i sin tid som landsholdsspiller (2003-2007) at spille 22 kampe for Uruguays landshold, som han debuterede for den 28. marts 2003 i en venskabskamp mod Japan. Han var en del af den uruguayanske trup til Copa América i både 2004 og 2007.

## Personlige liv
Diogo er søn af en tidligere fodboldspiller, nemlig Víctor Diogo. Han spillede også på et tidspunkt i Peñarol, og har derudover spillet for brasilianske Palmerias.